# نادي بوراتس بانيا لوكا
نادي بوراتس بانيا لوكا لكرة القدم (سيريلية صربية: Фудбалски клуб Бopaц Бања Лука, تلفظ صربي: [bǒːrat͡s]) هو نادي كرة قدم في البوسنة والهرسك تأسس في 4 يوليو 1926 يقع مقره في بانيا لوكا. يلعب في الدوري الممتاز في موسم 2024–25. يدربه حالياً فولي تريفونوفيتش.

## روابط خارجية
- الموقع الرسمي
- بوراتس بانيا لوكا على UEFA.com